# Neratovice sídliště
Neratovice sídliště je v dubnu 2020 otevřená zastávka v Neratovicích na železniční trati Praha–Turnov (070) mezi stanicemi Měšice u Prahy (resp. zastávkou Kojetice u Prahy) a nádražím Neratovice (km 32,972 – 33,092), přesněji v Mánesově ulici, poblíž kopce s kamenným nápisem MILUJI a restaurace Mexikano. Od roku 2025 je u zastávky nová městská poliklinika. Poblíž je také neratovická nemocnice. Zastávka je jednou ze čtyř stanic ve městě, dalšími jsou Neratovice, Neratovice město a Lobkovice.
Díky zastávce mají na vlak podstatně blíže obyvatelé hlavního neratovického sídliště.

## Historie
O zastávce se v Neratovicích hovořilo již několik let. Územní rozhodnutí však bylo vydáno až 27. března 2018 (vyvěšeno bylo od 4. do 20. dubna 2018). Stavební povolení bylo vydáno 20. září 2018.
Veřejná zakázka SŽDC byla vypsána od 21. března do 24. dubna 2019, předpokládaná hodnota zakázky byla 24 428 214 Kč bez DPH.
Od června 2019 probíhaly předběžné a související práce. Byl rekonstruován železniční svršek a spodek v délce 175 m. Také byla rozšířena přilehlá ulice (Mánesova) a vytvořeno na ní asi 35 parkovacích míst typu P+R (dvě pro vozíčkáře). U železniční zastávky byly vybudovány autobusové zastávky, na které se po zprovoznění měla přesunout městská i linková doprava směrem do Prahy a do okolních obcí (to se však nestalo, autobusové zastávky slouží pouze lince č. 471 na trase Mělník - Neratovice - Kostelec nad Labem a náhradní dopravě při výluce na trati).
Soutěž o zakázku na stavbu zastávky, které se účastnily čtyři firmy, vyhrála 14. srpna 2019 společnost Remex CZ. Cena byla stanovena na 24 193 033 Kč bez DPH. Město Neratovice se podílelo na celé akci částkou 2,65 mil.
Do provozu byla zastávka uvedena dne 28. dubna 2020. Zastavují zde vlaky linek S3 a oproti původním plánům i R21 a R43 začleněné v systému Pražské integrované dopravy. Linky S3 a R43 provozují České dráhy, R21 společnost Arriva.

## Parametry zastávky
Zastávka po dokončení obsahuje:
- Bezbariérové nástupiště o délce 120 m a s normovou výškou 550 mm
- 2 přístřešky pro cestující
- Přístřešek a stojany pro desítky jízdních kol
- Vizuální, akustický a orientační systém
- Osvětlení nástupiště
- Přejezdové zabezpečovací zařízení (km 32,965)

Stávající vyšlapaný přechod přes trať v ose ulice Dr. E. Beneše byl nahrazen zabezpečeným přechodem pro pěší (světelné a zvukové signalizační zařízení, závory).

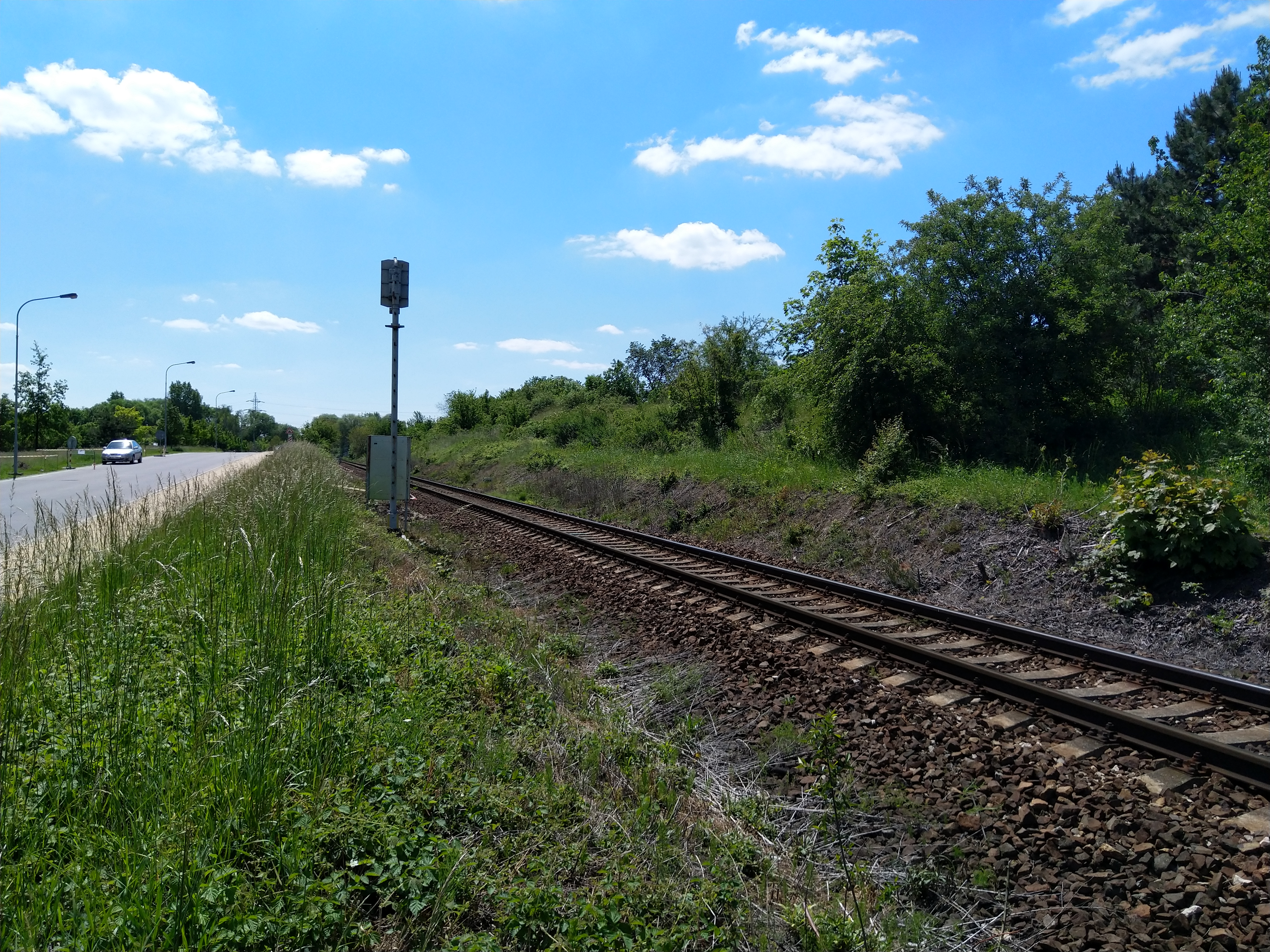
Stav před zahájením stavby
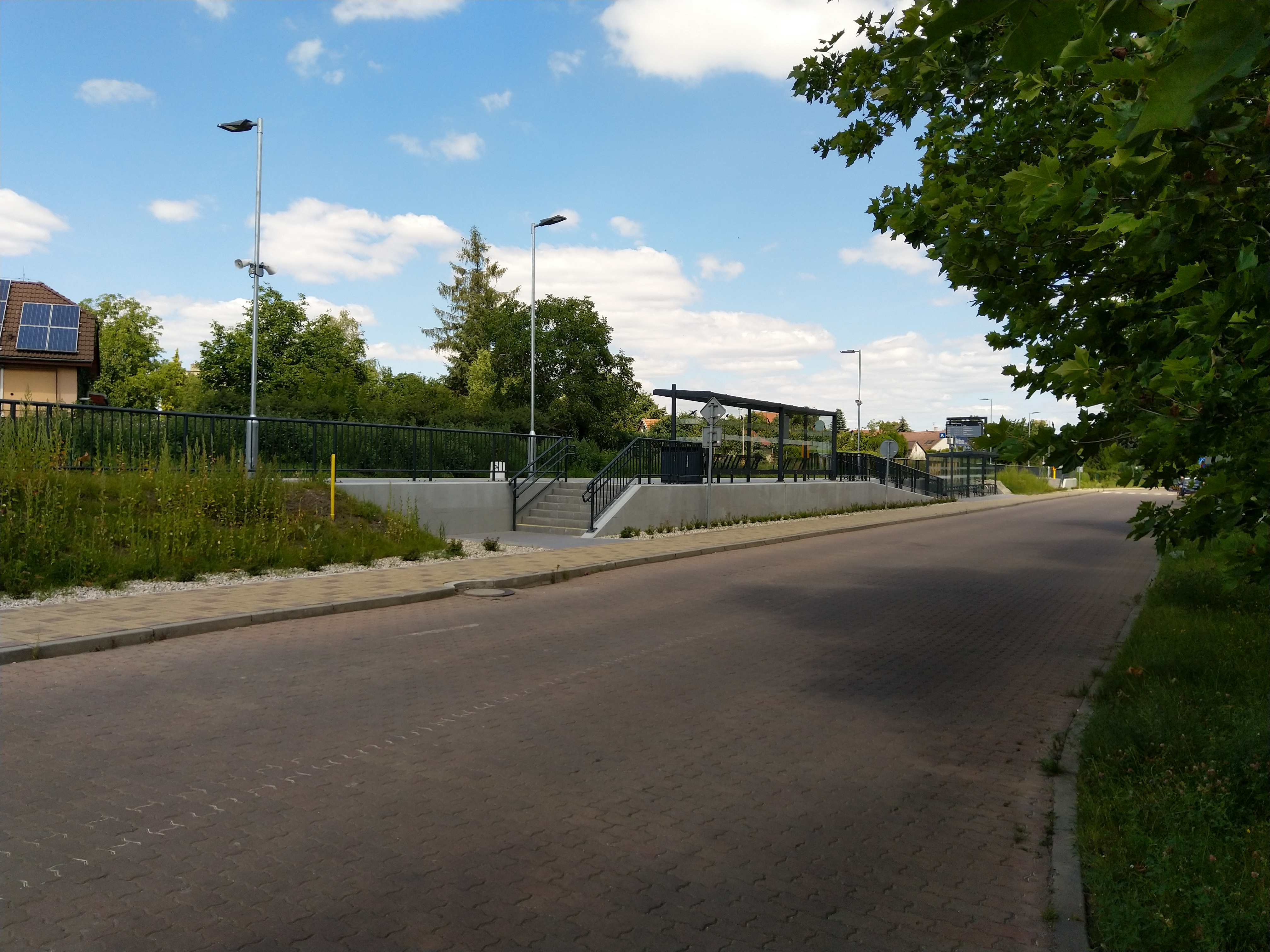
Zastávka ze silnice
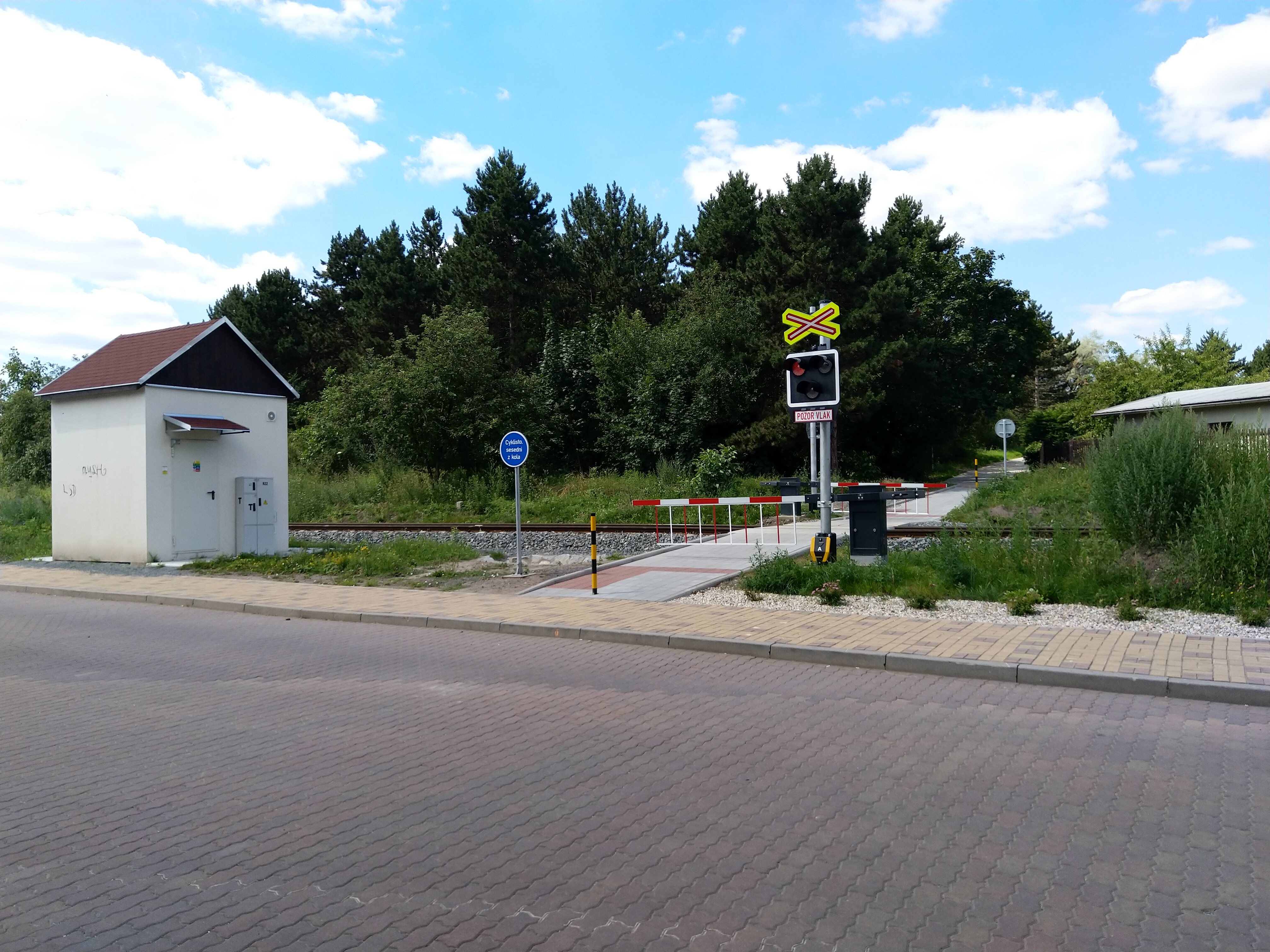
Přechod u zastávky
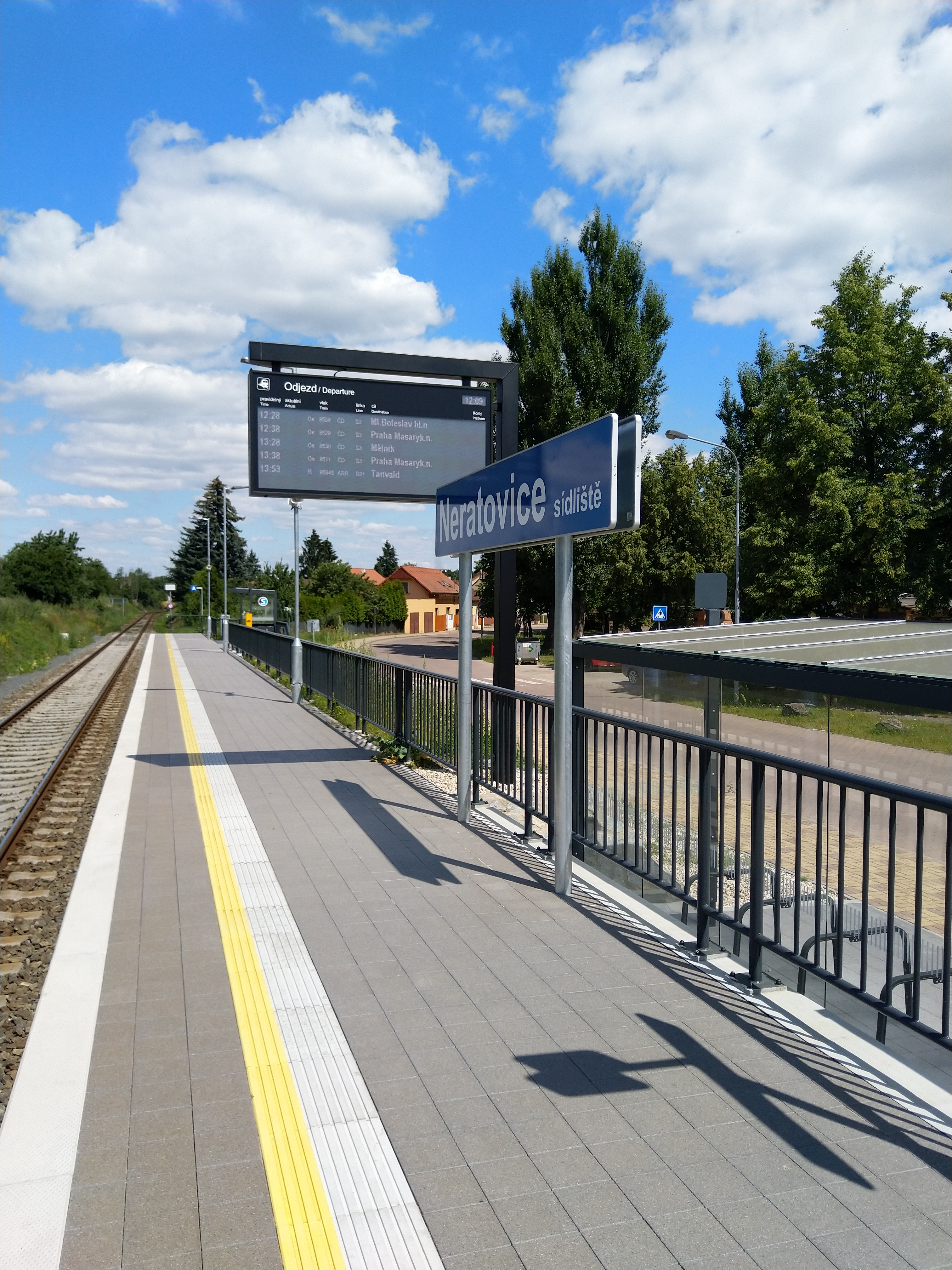
Elektronický informační systém
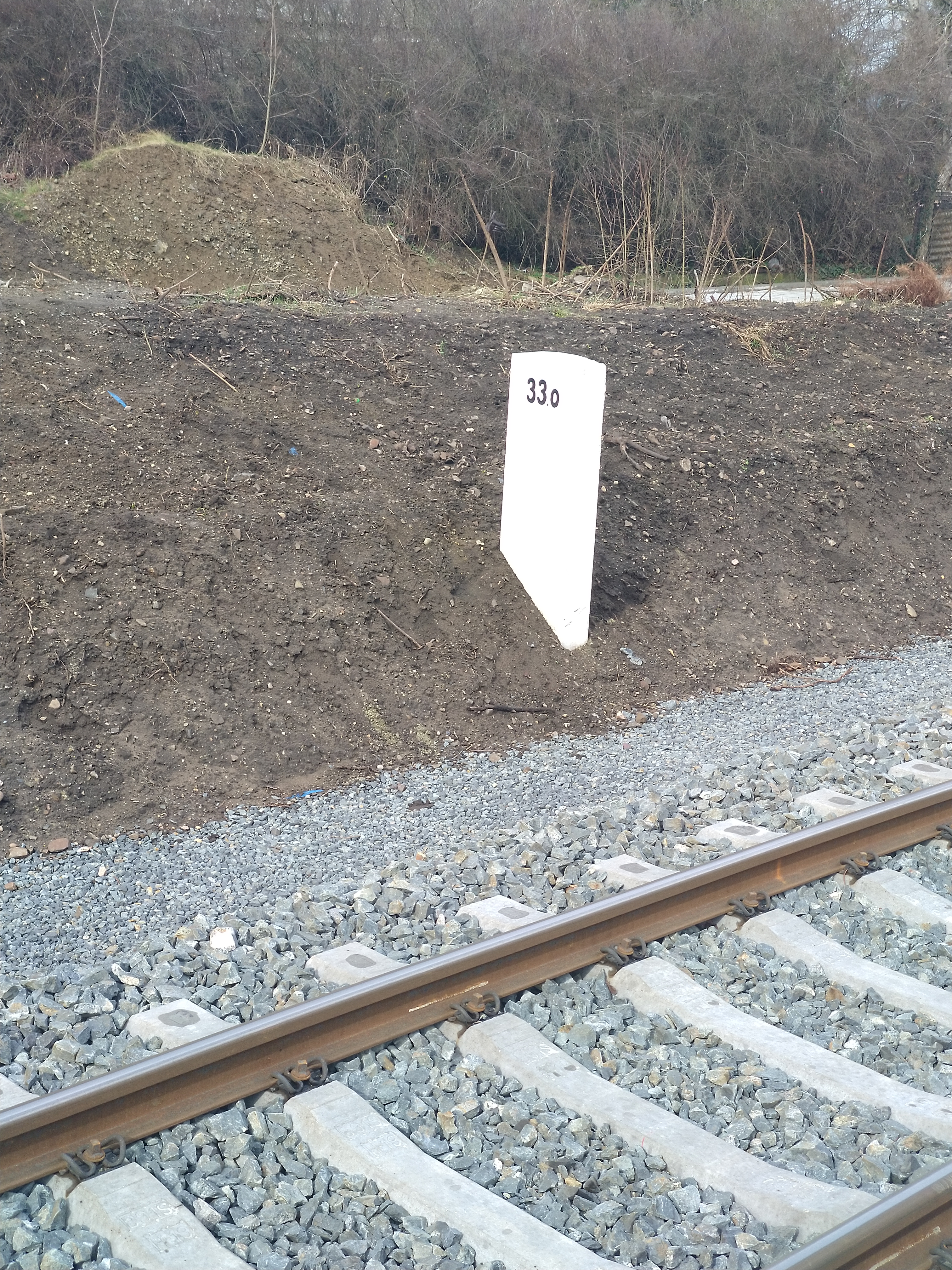
Kilometrovník 33,0 v zastávce